# Зарицкий, Алексей Васильевич
Алексей Васильевич Зарицкий (укр. Олексій Васильович Зарицький; 17 октября 1912, Бильче (ныне Львовская область, Украина) — 30 октября 1963, лагерь Долинка, Казахская ССР) — украинский грекокатолический священник, в 2001 году причислен папой Иоанном Павлом II к лику блаженных.

## Биография
В 1931 году поступил в духовную семинарию Львовской архиепархии УГКЦ.
В 1936 году рукоположён митрополитом Андреем Шептицким в сан священника.
Арестован советскими властями в 1948 году (по другим данным в 1947 году), осуждён на 10 (по другим данным на 8) лет лишения свободы. Отбывал заключение в лагерях Восточной Сибири, затем в Мордовии, освобожден 31 декабря 1954 и сослан в Караганду. в 1956 году освобожден от ссылки и в 1957 году реабилитирован, остался в Казахстане.
Вёл широкую миссионерскую деятельность среди католиков как византийского, так и латинского обряда; посещал также Поволжье. Назначен митрополитом Иосифом Слипым апостольским администратором Казахстана и Сибири.
В 1962 году вновь арестован, приговорён к 2 годам лишения свободы. 30 октября 1963 года умер в лагере Долинка под Карагандой от гастрита и гипертонического криза. Останки впоследствии перезахоронены на кладбище села Рясна Русская Львовской области.
27 июня 2001 года, во время визита папы Иоанна Павла II на Украину, Алексей Зарицкий был беатифицирован (причислен к лику блаженных) в числе 28 украинских грекокатоликов.
В Караганде имеется также украинский грекокатолический (УГКЦ) приход Храм Покрова Пресвятой Богородицы и часовня, посвященная блаженному Алексею Зарицкому — священнику Украинской Греко-Католической церкви, умершему в 1963 в лагере под Карагандой.